# Maniok jadalny

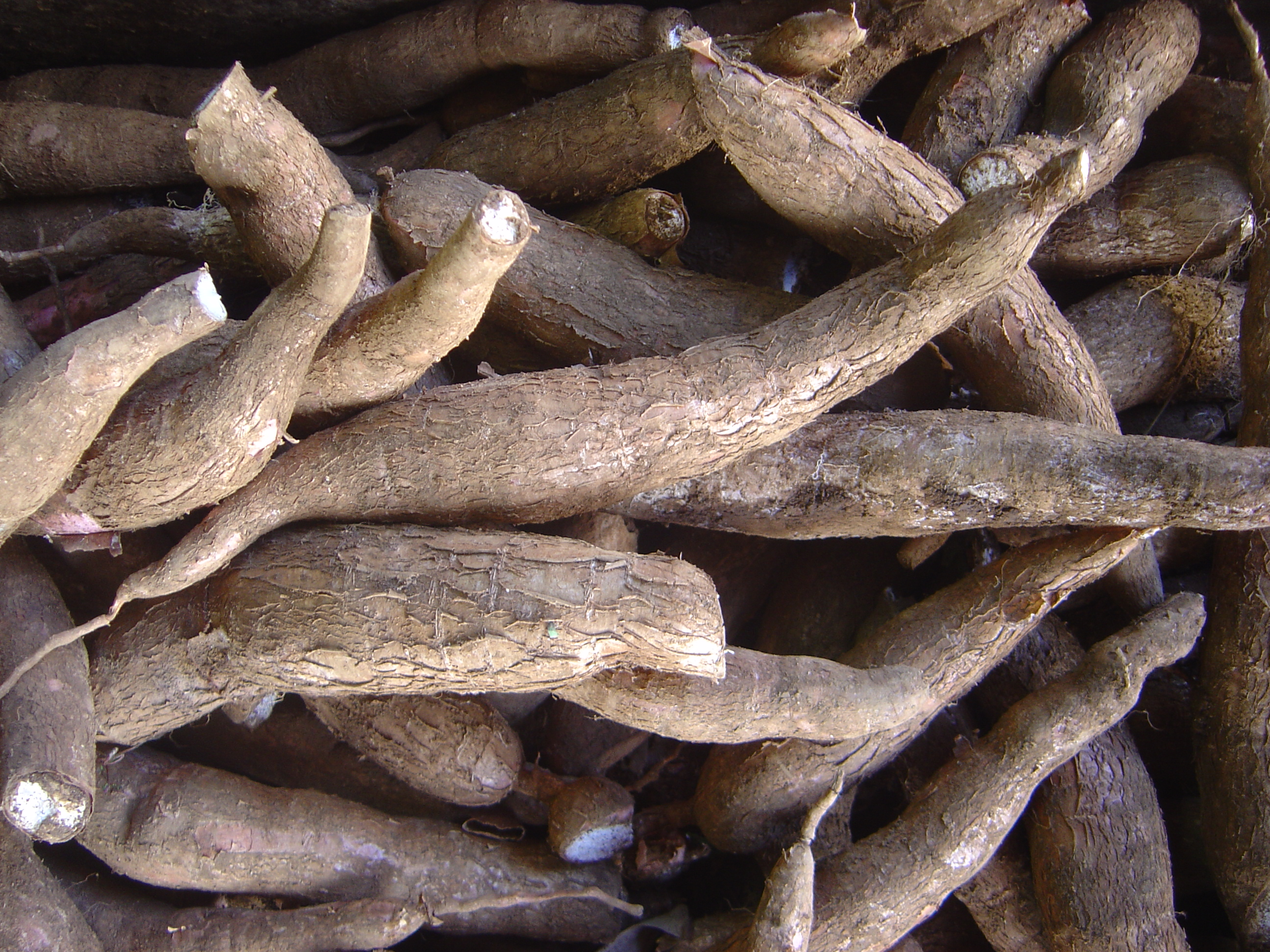
Bulwy

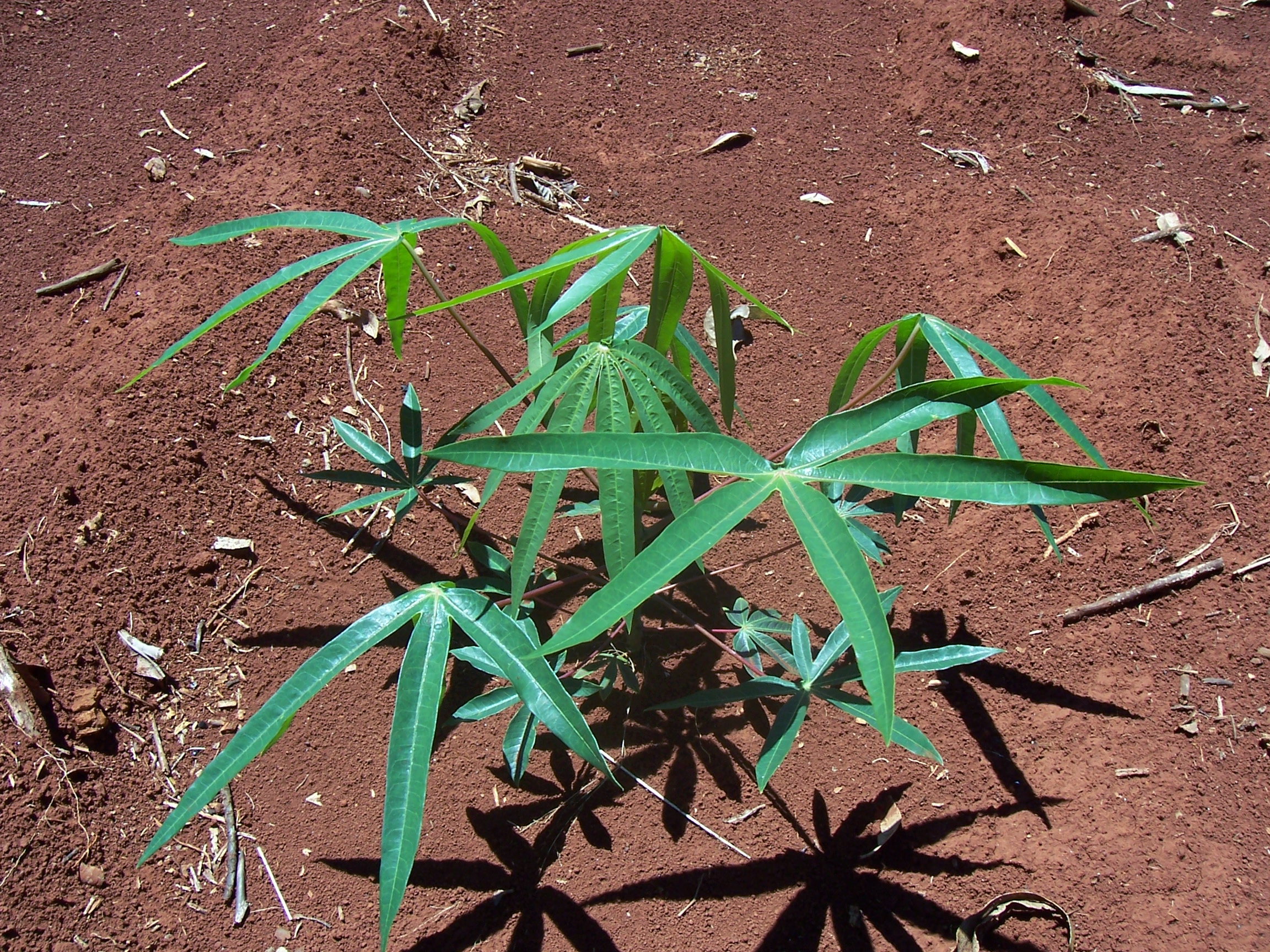
Sadzonka

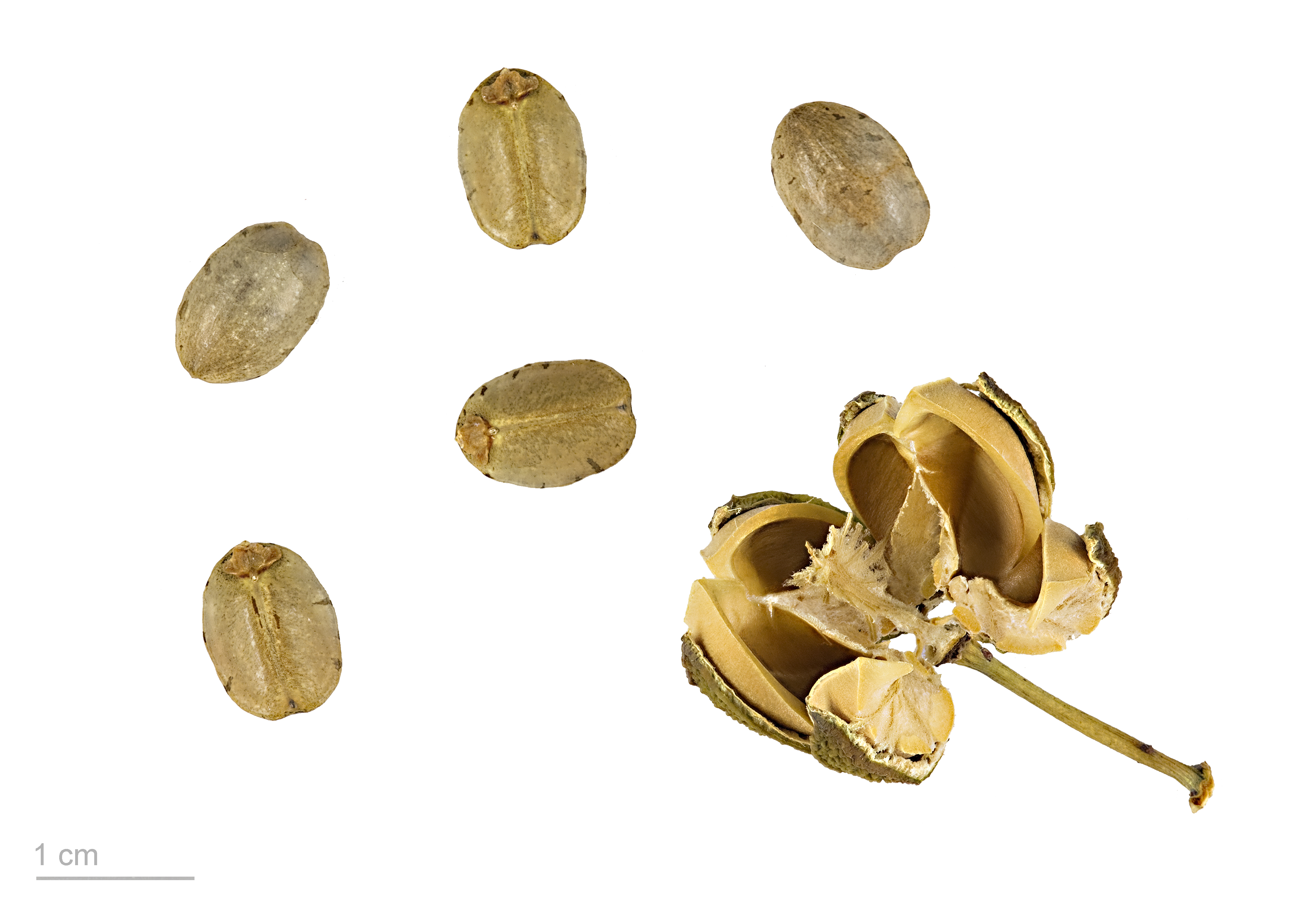
Owoc i nasiona

Maniok jadalny, maniok gorzki, maniok użyteczny, podpłomycz najużyteczniejszy, kasawa (Manihot esculenta Crantz) – gatunek rośliny z rodziny wilczomleczowatych (Euphorbiaceae). Pochodzi z Ameryki Południowej (od Kolumbii na północy po Peru, Boliwię i południową Brazylię na południu). Została szeroko rozprzestrzeniona jako uprawna w strefie międzyzwrotnikowej, gdzie jej bulwy stanowią istotne źródło pożywienia.

## Morfologia
PokrójKrzew o łodygach grubości 2–3 cm i wysokości do 3 m.
LiścieDługoogonkowe, o sercowatodłoniastych, 3–7-klapowych blaszkach. Na górnej stronie są ciemnozielone, na spodniej sinozielonkawe z nabiegłymi pomarańczowo nerwami.
KwiatyDrobne, brudnożółte, zebrane w grono. Są rozdzielnopłciowe; kwiaty męskie mają 10 pręcików, żeńskie 1 słupek.
OwocWąskooskrzydlona torebka zawierająca drobne, eliptyczne, białoszare, ciemno nakrapiane nasiona.
BulwyBulwy korzeniowe mają długość 30–60 cm, grubość 10 cm i masę do 4 kg. Są one brązowe z zewnątrz, wewnątrz białe lub żółtawobiałe.

## Zastosowanie
Bulwy manioku stanowią ważny element diety ludności krajów tropikalnych. Zawierają 20–40% skrobi, do 5% cukru i do 2% białka. W stanie surowym są trujące, ponieważ zawierają dużo glikozydów cyjanogennych (>500 mg w 100 g), które łatwo przechodzą w silnie trujący kwas pruski. Właściwości trujące giną po odpowiedniej obróbce bulw: wymoczeniu w wodzie przez 24 godziny czy odpowiednim wypłukaniu, ugotowaniu, upieczeniu lub wysuszeniu. Wówczas bulwy manioku mogą być spożywane bezpośrednio lub w różny sposób przyrządzane. W Ameryce Południowej najczęściej bulwy po obraniu są ucierane na tarkach, po czym odciskany jest z nich trujący sok. Wyciśniętą masę suszy się, po czym wyrabiana jest z niej mąka (kassawa), służąca m.in. do wypieku chleba, czy tapioka – produkt skrobiowy w postaci mąki czy granulatu. W Afryce Zachodniej utartą masę w celu usunięcia kwasu pruskiego poddaje się długotrwałej fermentacji, a mąka maniokowa nazywa się garri.
Występuje w dwóch odmianach: słodkawej (Meksyk i Ameryka Centralna) i gorzkawej (Brazylia).
Jadalne są także nasiona, z których wyrabia się też olej. 
Liście po ugotowaniu spożywane są jako warzywo, podobnie jak szpinak (surowe są trujące tak jak i bulwy).
Siano z młodych pędów manioku służy w krajach tropikalnych do karmienia zwierząt gospodarczych. Jest wartościową paszą, gdyż zawiera sporo białka. 
Z kolei mleczko pozyskiwane z kłączy jest surowcem do produkcji kauczuku.

## Uprawa
Maniok jest rośliną wymagającą co najmniej 8 miesięcy ciepłej pogody do wytworzenia plonu. W regionach o krótkiej porze deszczowej lub położonych wyżej i przez to narażonych na przymrozki, sadzi się odmiany manioku szybko dojrzewające (w 6 miesięcy), lecz są one mało wydajne.
W wilgotnych obszarach nie toleruje powodzi. Uzyskanie plonu w niekorzystnych warunkach, takich jak chłodna lub sucha pogoda, trwa 18 lub więcej miesięcy. Toleruje szeroki zakres pH gleby od 4,0 do 8,0 i jest najbardziej produktywny w pełnym słońcu. Zbiory odbywają się z reguły w porze suchej, gdy liście pożółkną i opadną – bulwy są wówczas najbardziej pożywne i najsmaczniejsze. Bulw nie trzeba natychmiast wykopywać: mogą one pozostać w ziemi nawet 2–3 lata, jednak podczas kolejnej pory mokrej i odnowienia wegetacji tracą one część składników odżywczych.
Uprawa manioku polega na wykonaniu na polu co 120–180 cm otworu, w który wkłada się odcinek (20–25 cm) łodygi, pobrany z jej środkowej części, z 2–3 zdrowymi oczkami liściowymi, po czym obsypuje ziemią. W funkcjonującej ciągle jeszcze gospodarce odłogowej pól maniokowych często ani się specjalnie nie przygotowuje, ani później nie piele i nie okopuje. W rejonach Ameryki Południowej, w których stosuje się jeszcze gospodarkę ugorową, maniok sadzi się zwykle jako ostatni przed pozostawieniem ziemi na ugór.

### Historia
Najstarsze ślady świadczące o wykorzystaniu manioku znaleziono w Ameryce Południowej w Peru, na stanowisku archeologicznym Tres Ventanas w górnym biegu rzeki Chilca. Datuje się je na wczesny okres preceramiczny (ok. 9500–8000 lat BP). Nieco młodsze (datowane na ok. 8200 lat BP), są znaleziska w Quebrada de las Pircas – stanowisku ze środkowego okresu preceramicznego. Wszystkie te szczątki różnią się od znajdowanych na terenach brazylijskich, co może świadczyć o ich niezależnej domestykacji. Niektórzy historycy uważają, że uprawa manioku w Ameryce Południowej jest starsza niż uprawa kukurydzy.
W XVI wieku za sprawą portugalskich handlarzy niewolników maniok trafił z Brazylii do Afryki. Przywieźli oni bulwy na wyspy Fernando Po i Św. Tomasza w Zatoce Gwinejskiej i do swych kolonii u ujścia Konga. Jednak rozwój upraw na większą skalę nastąpił na tym kontynencie dopiero na początku XX w., kiedy stwierdzono, że gorzki maniok omija szarańcza oraz że jego bulwy nie smakują dzikiej zwierzynie (guźcom, pawianom i in.). Uprawy były popierane przez władze kolonialne, które uznały maniok za swego rodzaju "spichlerz" na wypadek tego rodzaju klęsk.
W późniejszych latach Portugalczycy sprowadzili maniok do Azji Południowej. Dalsze losy manioku związane były z wędrówkami kupców i żeglarzy.

### Produkcja
W roku 1950 światowe zbiory manioku szacowano na ok. 50 mln. ton, a w roku 1969 wyniosły one ok. 91 mln ton. W 2016 roku światowa powierzchnia uprawy manioku wyniosła ok. 23,5 mln ha, z czego otrzymano 227 mln t bulw. Największymi producentami manioku są kraje afrykańskie (Nigeria, Demokratyczna Republika Konga, Ghana, Angola) i kraje azjatyckie (Tajlandia, Indonezja).
Tajlandia jest głównym eksporterem manioku, z czego większość trafia do Europy.
| Najwięksi producenci manioku (2017) (w mln ton) | Najwięksi producenci manioku (2017) (w mln ton) |
| ----------------------------------------------- | ----------------------------------------------- |
| Nigeria                                         | 59,49                                           |
| Demokratyczna Republika Konga                   | 31,6                                            |
| Tajlandia                                       | 30,97                                           |
| Indonezja                                       | 19,05                                           |
| Brazylia                                        | 18,88                                           |
| Ghana                                           | 18,47                                           |
| Angola                                          | 11,75                                           |
| Kambodża                                        | 10,58                                           |
| Wietnam                                         | 10,27                                           |
| Mozambik                                        | 8,77                                            |
| Kamerun                                         | 5,8                                             |
| Wybrzeże Kości Słoniowej                        | 5,37                                            |
| Tanzania                                        | 5,01                                            |
| Łącznie na świecie                              | 291,99                                          |